# Первомайский сельский округ (Анапский район)
Первомайский сельский округ — административно-территориальная единица в составе Анапского района Краснодарского края. В рамках муниципального устройства относится к муниципальному образованию город-курорт Анапа.
Административный центр — село Юровка.

## Население
| 2002 | 2010  | 2017  |
| ---- | ----- | ----- |
| 8290 | ↘8254 | ↗9963 |

## Населённые пункты
В состав сельского округа входят 14 населённых пунктов:
| №  | Населённый пункт  | Тип населённого пункта | Население |
| -- | ----------------- | ---------------------- | --------- |
| 1  | Большой Разнокол  | хутор                  | ↗630      |
| 2  | Верхний Ханчакрак | хутор                  | ↗301      |
| 3  | Верхний Чекон     | хутор                  | ↘124      |
| 4  | Весёлая Гора      | хутор                  | ↘162      |
| 5  | Вестник           | хутор                  | ↗618      |
| 6  | Иванов            | хутор                  | ↘549      |
| 7  | Красная Горка     | хутор                  | 93        |
| 8  | Малый Разнокол    | хутор                  | ↘147      |
| 9  | Нижний Ханчакрак  | хутор                  | ↗75       |
| 10 | Прикубанский      | хутор                  | ↘6        |
| 11 | Розы Люксембург   | хутор                  | ↗141      |
| 12 | Чекон             | хутор                  | ↘1570     |
| 13 | Чёрный            | хутор                  | ↗301      |
| 14 | Юровка            | село                   | ↗4430     |

## Известные уроженцы
- Мишин, Иван Петрович (1901— ?) — советский военачальник, полковник. Родился в селе Юровка.